# Hermann Weyl
Pour les articles homonymes, voir Weil et Veil.
En particulier, ne pas confondre avec cet autre mathématicien : André Weil
Hermann Weyl (/vaɪl/), né le 9 novembre 1885 à Elmshorn et mort le 8 décembre 1955 à Zurich, est un mathématicien et physicien théoricien allemand du XXe siècle.
Il fut le premier, dès 1918, à combiner la relativité générale avec l'électromagnétisme en développant la géométrie de Weyl (ou géométrie conforme) et en introduisant la notion de jauge. L'invariance de jauge est à la base du modèle standard et reste un ingrédient fondamental pour la physique théorique moderne. Ses recherches en mathématiques portèrent essentiellement sur la topologie, la géométrie et l'algèbre. Weyl publia également de nombreux travaux sur l'espace, le temps, la matière, la mécanique quantique, la philosophie, la logique, la théorie des nombres et l'histoire des mathématiques.

## Biographie

### Jeunesse
Hermann Klaus Hugo Weyl naît à Elmshorn, à proximité de Hambourg en Allemagne, au sein d'une famille de confession luthérienne dont les membres parlent entre eux le bas allemand, qu'Hermann affectionnait tout particulièrement. Son père dirige une petite banque, de son enfance et de sa jeunesse on connaît peu de choses. Entre 1891 et 1894, il va à l'école Bismarck, à Elmshorn. Entre Pâques 1895 et Pâques 1904, il complète ses études pré-universitaires au collège Christianeum de la ville voisine d'Altona. À l'adolescence, faisant preuve d'intérêt et d'aptitude pour les sciences, Weyl s'emploie aussi à lire et à comprendre par ses propres moyens la Critique de la raison pure (1781) d'Emmanuel Kant, ouvrage dont une thèse l'impressionne énormément : l'espace et le temps sont des aptitudes à capter l'intuition des objets matériels, plus que des moyens objectifs dans lesquels (espace) et durant lesquels (temps) ces objets ont leurs coordonnées.

### Études supérieures
En 1904, à l'arrivée de Weyl à l'université de Göttingen, l'atmosphère ne peut pas y être plus stimulante. Non seulement David Hilbert y exerce son génie, mais Felix Klein et Hermann Minkowski y rayonnent à ses côtés. Grâce à ces trois personnalités et à de nouvelles recrues, comme Carl Runge en 1904, Göttingen est en train de ravir à Berlin le leadership des mathématiques allemandes. Weyl y demeure de 1904 à son départ pour la Suisse en 1913, où il intègre l'École polytechnique fédérale de Zurich. Il ne s'éloigne de Göttingen que durant le second semestre de 1904-1905 et le premier de 1905-1906 pour étudier à l'université de Munich. C'est un étudiant brillant, ce qui explique sans doute que Hilbert et Minkowski dirigent sa thèse doctorale Équations intégrales singulières, avec une attention particulière pour le théorème de l'intégrale de Fourier. Prête dès décembre 1907, cette thèse est soutenue en 1908. Sur le même sujet, il soumet sa thèse d'habilitation en 1910 et obtient un poste d'enseignant comme privat-docent à Göttingen la même année. Après le décès subit de Minkowski en 1909, Hilbert lui demande de l'aider à éditer les travaux scientifiques du défunt. Ce travail académique, ainsi que le nombre et la variété de séminaires mathématiques qui se tiennent à Göttingen à cette époque, aident à mieux comprendre l'éclectisme de la recherche de Weyl. En philosophie, il suit les cours d'Edmund Husserl.

### Carrière universitaire
Habilité en qualité de professeur à Göttingen, il consacre l'année universitaire 1911-1912 à dispenser un cours sur la théorie des fonctions selon Riemann, et décide de mettre en forme les notes de ce cours, qu'il publie sous le titre Le concept de surface de Riemann. L'année 1913 est décisive dans la vie de Weyl ; au début de l'année universitaire 1913-1914, il est transféré de l'université de Göttingen à l'École polytechnique fédérale de Zurich (Suisse), où une chaire de mathématiques lui est offerte. C'est enfin celle de son mariage avec Helena Joseph, une jeune fille si intelligente et si belle qu'en certaines occasions son père avait menacé de lui interdire de poursuivre ses études[pas clair]. Ils auront deux fils, Fritz Joachim Weyl et Michael Weyl, tous deux nés à Zurich.
Weyl et Einstein font connaissance à l'École polytechnique, où tous deux enseignent. À l'époque, Einstein travaille à une version de la théorie de la relativité comprenant en son sein le champ gravitationnel. La Première Guerre mondiale ayant éclaté en août 1914, Weyl est appelé sous les drapeaux en mai 1915 mais, démobilisé l'année suivante pour raison de santé, il peut reprendre ses travaux scientifiques à Zurich. Il envisage alors d'aborder des questions de géométrie algébrique. L'annonce, en 1916, de la publication de l'article d'Einstein intitulé Les fondements de la théorie générale de la relativité, attire son attention sur cette question, qui le fascine. Son intérêt pour la théorie de la relativité l'amène à dispenser, durant le semestre estival 1917, un cours sur la question, qu'il publie en 1918 sous le titre Espace, temps, matière, reconnu comme la première exposition systématique de la théorie générale de la relativité, et à propos duquel Einstein affirme qu'il s'agit d'un « chef-d'œuvre symphonique ». En apportant des modifications aux travaux d'Einstein, il va s'en servir pour proposer un nouveau cadre pour la physique, baptisé théorie de jauge ou de calibration de l'espace-temps, dans lequel entrent tout naturellement la théorie du champ gravitationnel d'Einstein et l'électromagnétisme de Maxwell.
Durant les dix premières années passées à Zurich, de 1913 à 1923, Weyl poursuit ses recherches entamées à Göttingen et développe ses propres idées en matière de théorie de la relativité, mais il publie également ses travaux les plus importants sur les fondements des mathématiques, une discipline comprenant la logique mathématique et la philosophie des mathématiques. Dans le domaine de la logique mathématique, il publie en 1918 son ouvrage Le Continu, recherches critiques sur les fondements de l'analyse, où il aborde la construction du système des nombres réels, qui forment une totalité continue, à partir des systèmes naturels, entiers et rationnels, qui forment des totalités discrètes. Dans le domaine de la philosophie des mathématiques, il publie en 1921 son fameux article « Sur la nouvelle crise des fondements des mathématiques », un manifeste en faveur de l'intuitionnisme. Peu après toutefois, il abandonne ce courant et revient au constructivisme modéré de son précédent livre.
Vers 1923, ses recherches sur la relativité l'amènent à s'intéresser à l'algèbre, en particulier à la théorie des groupes. En outre, durant cette période, Weyl approfondit les fondements des sciences. En particulier, ses recherches antérieures sur les fondements des mathématiques sont suivies par d'autres, relatives aux bases des sciences naturelles, qui produisent les ouvrages Analyse mathématique du problème de l'espace (1923), Qu'est-ce que la matière ?(1924) et Philosophie des mathématiques et des sciences naturelles (1927), ce dernier ayant un grand retentissement. En 1921, il rencontre le physicien Erwin Schrödinger, avec qui il noue immédiatement et jusqu'à sa mort des liens d'amitié, que ne parviennent pas à entamer sa liaison avec l'épouse de Schrödinger, tandis qu'Helena Weyl s'attache à d'autres académiciens et artistes de Zurich. Entre 1925 et 1926, il publie trois articles importants dans la revue allemande Mathematische Zeitschrift dans lesquels il parvient à calculer les représentations et les caractères irréductibles de tous les groupes de Lie compacts semi-simples, une classe très importante de groupes infinis comptant de nombreuses applications en géométrie et en physique. Ce travail connaît son apogée en 1927 avec un article écrit avec un de ses élèves, Fritz Peter, et publié dans les Mathematische Annalen, contenant un résultat connu sous le nom de théorème de Peter-Weyl. Après avoir étudié les contributions de Schrödinger et Werner Heisenberg, il se prend de passion pour la mécanique quantique. Au second semestre de l'année scolaire 1927-1928, il tient à l'École polytechnique fédérale un séminaire sur le sujet, dont les transcriptions donnent lieu en 1928 à la publication d'un ouvrage renommé, La théorie des groupes et la mécanique quantique, sur les fondements mathématiques de cette théorie. Cette même année, il participe en qualité de conférencier principal au Congrès international de mathématiques de Bologne. Sa conférence porte, bien évidemment, sur la théorie des représentations de groupes continus,
En 1930, Weyl et sa famille quittent Zurich car David Hilbert vient de prendre sa retraite et a convaincu son ancien élève de lui succéder à l'université de Göttingen. Cela n'a pas dû être facile pour Hilbert, car Weyl apprécie énormément sa vie dans la Suisse tranquille et tolérante. Finalement, il accepte, pour se repentir presque immédiatement, à cause de la grande différence entre le cosmopolitisme de Zurich et l'atmosphère nationaliste de Göttingen en 1930. Début 1933, les exactions du NSDAP, qui jusqu'alors avaient adopté la forme de combats de rue, se transforment en oppression systématique par l'État lui-même. Au cours de cette seconde période de Göttingen, qui débute en 1930 et prend fin en 1933, Weyl ne fournit pas autant de contributions techniques que les années précédentes. Il est toutefois prolifique en matière de conférences à l'intention d'un public sensiblement plus large que celui des professionnels des mathématiques. Il ne les donne cependant pas à Göttingen, mais lors de visites dans d'autres villes, comme s'il ne se sentait libre d'exposer ses idées les plus philosophiques et hétérodoxes qu'en dehors de son lieu de travail. C'est de ces années que datent les cycles Les niveaux de l'infini, premier quadrimestre 1930-1931, à l'université d'Iéna ; Le monde ouvert, deuxième quadrimestre 1930-1931, à l'université Yale ; et Esprit et nature, premier quadrimestre 1933-1934, à l'université de Pennsylvanie. En avril 1933, les nazis expulsent tous les travailleurs d'ascendance juive de l'Institut des mathématiques de l'université de Göttingen. Cela pèse lourdement dans la décision de Weyl de revenir à Göttingen. Voyant le traitement réservé par les autorités à ses confrères juifs et craignant que, bien que non-pratiquants, sa femme comme ses enfants soient considérés comme juifs, Weyl tremble pour leur vie à tous. La chance veut qu'en 1933 le poste de professeur à l'Institute for Advanced Study de Princeton (New Jersey), que Weyl avait décliné en 1932, soit toujours vacant. En dépit de la création récente de l'Institut (1930), Weyl connaissait déjà l'université voisine de Princeton, distante de quelques kilomètres, puisqu'il y avait passé une partie de l'année académique 1928-1929 en qualité de professeur invité de physique mathématique. Il n'a guère de mal à se décider pour cette nouvelle destination, s'y installe avec sa famille et y retrouve des génies comme Albert Einstein et John von Neumann. À cette époque, il ne croit plus en la possibilité d'unification de la gravitation et de l'électromagnétisme.
Il doit s'habituer à sa nouvelle vie aux États-Unis où la pratique de sa langue maternelle lui manque cruellement. Il surmonte toutefois le défi de l'intégration et, s'il croit ne pas dominer l'anglais, nombre de ses étudiants se souviennent de « saint Weyl », comme ils l'appellent, en raison de l'élégance de ses leçons et de ses textes,,.

### Dernières années
Durant ses années à Princeton, qu'il répartit entre séminaires restreints à l'Institut des études avancées et cours à l'intention des étudiants de l'université de Princeton, tout en assistant à divers congrès, il publie plusieurs monographies qui contribuent à éclairer des questions très diverses, d'algèbre et d'analyse surtout, mais également de philosophie des sciences. En 1939, il publie Les Groupes classiques et, en 1940, Théorie algébrique des nombres, deux textes éminemment algébriques. En 1943 paraît un texte d'analyse intitulé Fonctions méromorphes et courbes analytiques. Enfin, en 1949, la version anglaise augmentée de Philosophie des mathématiques et des sciences de la nature. À la fin de cette période, un des cours qu'il avait dispensés en 1951 à l'université de Princeton donne lieu à Symétrie (1952), un beau livre qui le rapproche du grand public. Le texte, proche de la vulgarisation, contient toutefois plusieurs démonstrations mathématiques.
Le bonheur d'Hermann Weyl à Princeton prend fin brutalement le 5 septembre 1948, avec la mort de son épouse Hella, malade depuis deux ans déjà. À compter d'avril 1950, il passe la moitié du temps à Princeton et l'autre moitié à Zurich. Cette année-là, il épouse en secondes noces la sculptrice Ellen Lohnstein-Bär (1902-1998), veuve du physicien et banquier Richard Bär (1892-1940). Comme Ellen est native de Zurich et que Weyl y conserve des souvenirs et des amitiés, ils y font de longs séjours après sa mise à la retraite en 1951, avec de fréquentes visites de Weyl à l'École polytechnique fédérale, où il n'a plus de poste officiel, mais participe à des colloques mathématiques. Weyl décède le 8 décembre 1955 à Zurich d'une crise cardiaque qui le terrasse alors qu'il revient du bureau de poste. Il est incinéré à Zurich le 12 décembre 1955 ; en 1999, ses cendres sont transférées à Princeton.

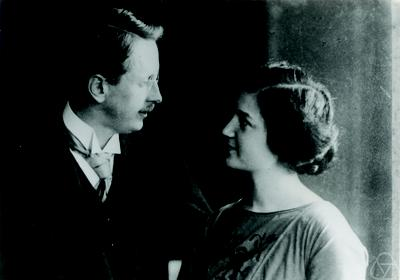
Hermann et Helene Weyl, 1913

## Travaux

### Géométrie

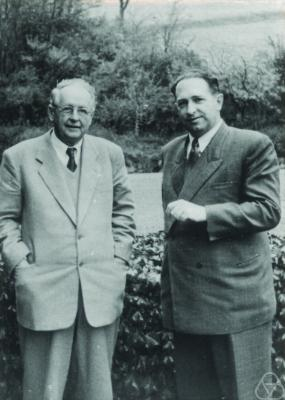
Hermann Weyl (à gauche), avec Ernst Peschl.

En 1913, Weyl publie Die Idee der Riemannschen Fläche (Le concept de surface de Riemann), où il fournit un traitement unifié des surfaces de Riemann. Il est le premier à exposer une définition formelle, non seulement de la surface de Riemann d'une fonction, mais du concept de surface topologique lui-même. Ce travail remarquable est souvent considéré comme l'une de ses principales contributions.
En 1918, il introduisit la notion de jauge, première étape de ce qui deviendra la théorie de jauge. En réalité, sa vision était une tentative non réussie de modéliser les champs électromagnétique et gravitationnel comme des propriétés géométriques de l'espace-temps. En définitive, le tenseur de Weyl en géométrie riemannienne a une importance considérable pour dégager les propriétés conformes.
De 1923 à 1938, Weyl étudia les groupes compacts, en termes de représentation matricielle. Il établit en particulier une formule, dite aujourd'hui de Weyl, pour les caractères d'un groupe de Lie compact. Ces travaux se révélèrent fondamentaux pour comprendre la symétrie des lois de la mécanique quantique. Il en posa les bases, donnant naissance aux spineurs, devenus familiers autour des années 1930. Les groupes non compacts et leurs représentations, à l'exemple du groupe de Heisenberg, sont aussi un de ses sujets de préoccupation. Dès lors, les groupes de Lie et leurs algèbres de Lie devinrent une branche à part entière de la géométrie et de la physique théorique.
Le livre Les groupes classiques recouvre les groupes symétriques, les groupes linéaires, les groupes orthogonaux et les groupes symplectiques. C'est Weyl lui-même qui a choisi le terme de symplectique, pour éviter toute confusion avec complexe.

### Fondements des mathématiques
Dans le Continuum,, en utilisant les travaux de Bertrand Russell, Weyl fut capable de développer l'analyse classique, sans utiliser ni la preuve par contradiction, ni les ensembles infinis de Cantor, ni l'axiome du choix. Pour Weyl, un ensemble fini peut être défini par la liste de ses éléments, mais cela est impossible pour un ensemble infini. Un tel ensemble infini ne peut être défini que par une propriété spécifique commune à chacun de ses éléments. Il échappe aux paradoxes des débuts de la théorie des ensembles en définissant une hiérarchie entre relations et ensembles de divers types. Comme il n'existe qu'une quantité dénombrable de propriétés, il en résulte qu'il ne saurait exister pour Weyl qu'une quantité dénombrable d'ensembles. De plus, si un tel ensemble est non dénombrable, il n'existe pas de certitude qu'il possède une partie dénombrable.
Pour Weyl, la notion primitive sur laquelle se construisent petit à petit les mathématiques est celle de nombre entier. Il rejoint ainsi le point de vue de Kronecker. Les axiomes doivent refléter une conviction intime que l'on porte sur les objets étudiés et ne sont pas de simples postulats sur lesquels se bâtit un jeu hypothético-déductif à la Hilbert. S'il utilise les coupures de Dedekind pour définir un nombre réel comme ensemble de rationnels, il se limite aux coupures définies par une propriété explicite des rationnels qui la composent. Un réel est donc assimilé à une propriété de rationnels. Il refuse d'admettre l'existence générale d'une borne supérieure pour un ensemble borné de réels. En effet, celle-ci ne peut être définie que par une propriété desdits réels, c'est-à-dire une propriété de propriétés de rationnels, notion à laquelle il dénie tout sens.
Ces conceptions conduisirent Weyl à se rattacher au courant intuitionniste de Brouwer. Il publia un article controversé clamant aux côtés de Brouwer « Nous sommes la révolution ». L'article en question popularisa beaucoup plus le point de vue intuitionniste que ne l'avaient fait les travaux originels de Brouwer.
George Pólya et Hermann Weyl firent un pari au sujet de l'avenir des mathématiques lors d'une réunion mathématique à Zurich en février 1918. Pour Weyl, dans les vingt années à venir, les mathématiciens admettraient le caractère vague de notions comme le corps des nombres réels, les ensembles et la dénombrabilité, se demandant en même temps si la vérité ou la fausseté de la propriété de la borne supérieure avait le même contenu que l'interrogation sur les assertions de Friedrich Hegel en philosophie de la nature. L'existence de ce pari a été découverte en 1995 par Yuri Gurevich (en).
Quelques années plus tard, Weyl estima que l'intuitionnisme de Brouwer était un point de vue trop étroit et rejoignit, au moins partiellement, la position de Hilbert. Dans les dernières années de sa vie, il adopta le point de vue d'Ernst Cassirer ; mais il publia très peu d'articles défendant cette nouvelle position.

### Relativité
Weyl suivait de près le développement de la relativité en physique. Même si son approche philosophique avant la Première Guerre mondiale était basée sur la phénoménologie d'Edmund Husserl, et en particulier sur son essai de 1913, Ideen zu einer reinen Phänomenologie und phänomenologischen Philosophie. Erstes Buch : Allgemeine Einführung in die reine Phänomenologie, l'influence dominante sur lui pendant les années 1920, quand il travailla sur la théorie de la relativité et sur ses deux théories unitaires, était celle de Johann Gottlieb Fichte.

## Œuvres (liste non exhaustive)
- (de) Die Idee der Riemannschen Fläche, 1913
- (de) « Gravitation und Elektrizität », dans Sitzungsberichte der Preussischen Akademie der Wissenschaften, janvier-juin 1918, p. 465
- (de) Selecta Hermann Weyl (1956), première sélection de textes scientifiques de Weyl[n 11]
- (en) The continuum : a critical examination of the foundation of analysis, 1918, réimpr. Dover, 1994  (ISBN 978-0-486-67982-2)
- (fr) Sur la crise contemporaine des fondements des mathématiques, 1921, traduction et présentation par Jean Largeault, Intuitionisme et théorie de la démonstration, Paris, Vrin, 1992, pages 55 à 105 [23]
- (fr) Remarques et discussion à propos du second exposé de Hilbert sur les fondements des mathématiques, traduction et présentation par Jean Largeault, Intuitionisme et théorie de la démonstration, 1927, pages 165-171 [24]
- (en) Philosophy of Mathematics and Natural Science, Princeton, Princeton University Press, 1949, 338 p. (ISBN 978-0-691-14120-6, lire en ligne) ; rééd. (en) Philosophy of Mathematics and Natural Science, Princeton, Princeton University Press, 1er avril 2009, 311 p. (ISBN 0691141207, lire en ligne) ; trad. fr. Philosophie des mathématiques et des sciences de la nature  (trad. Carlos Lobo), MetisPresses, coll. « Champcontrechamp », 13 octobre 2017, 384 p. (ISBN 2940563071, EAN 978-2940563074)
- Symétrie et mathématique moderne, Flammarion, 1952, réimpr. 1964, 1996  (ISBN 978-2-08-081366-4) Version originale en anglais : (en) Symmetry, Princeton, Princeton University Press, 1951, 160 p. (lire en ligne [PDF])
- Temps, espace, matière : Leçons sur la théorie de la relativité générale, Blanchard, 1922, réimpr. 1958, 1979, 290 p. (ISBN 978-2-85367033-3, lire en ligne)
- (en) Mind and Nature : Selected writings on Philosophy, mathematics and Physics, Peter Pesic (lire en ligne)
- K. Chandrasekharan (en) (dir.), Gesammelte Abhandlungen, 4 vol., Berlin etc., Springer, 1968

## Citations
- « Les problèmes des mathématiques ne sont pas des problèmes isolés dans le vide[trad 1]. »
- « De nos jours, l'ange de la topologie et le démon de l'algèbre abstraite luttent pour l'âme de chaque branche des mathématiques[trad 2]. »
- « Mon travail a toujours essayé d'unir la vérité à la beauté, mais quand je devais choisir l'une ou l'autre, je choisissais habituellement la beauté[trad 3]. »

## Distinctions
- Médaille Lobatchevski, 1927.
- Prix Arnold-Reymond, mai 1954.

## Hommages
- On a nommé l’astéroïde (32267) Hermannweyl en son honneur.
- Un congrès s'est tenu à Kiel à l'occasion du centième anniversaire de sa naissance. Y étaient présents, entre autres, avec des contributions originales : Hans Freudenthal, Jean Dieudonné, Erhard Scheibe (de), Jürgen Ehlers, Julian Schwinger, George Mackey, David Speiser, Eckehard W. Mielke (de), Friedrich W. Hehl, Gerhard Mack, Bas van Fraassen, Bernard d'Espagnat, Bernulf Kanitscheider (de), Wolfgang Deppert (de), John Wheeler et Andreas Bartels[28].